# جندا
جُندا أو جُندة أو (نقحرة: جوندا) هي مدينة ومجلس بلدي في منطقة جُندا في ولاية أُتَر بَرديش الهندية . تقع على بعد 120 كم شمال شرق عاصمة الولاية لكنو.

## الدِين
| الدين في مدينة جُندا (إحصاء 2011) | الدين في مدينة جُندا (إحصاء 2011) | الدين في مدينة جُندا (إحصاء 2011) | الدين في مدينة جُندا (إحصاء 2011) | الدين في مدينة جُندا (إحصاء 2011) |
| -------------------------------- | -------------------------------- | -------------------------------- | -------------------------------- | -------------------------------- |
| الدين                            | الدين                            |                                  | النسبة المئوية                   | النسبة المئوية                   |
| هندوس                            | هندوس                            |                                  | 60.59%                           | 60.59%                           |
| إسلام                            | إسلام                            |                                  | 37.81%                           | 37.81%                           |
| مسيحية                           | مسيحية                           |                                  | 0.55%                            | 0.55%                            |